# Радищево (платформа)
Ради́щево — остановочный пункт главного хода Октябрьской железной дороги (Ленинградское направление) у одноимённого посёлка городского округа Солнечногорск Московской области.
Состоит из двух боковых пассажирских платформ, соединённых надземным пешеходным переходом. Платформы слегка сдвинуты друг относительно друга. Не оборудована турникетами. Касса на платформе есть, однако в течение ряда лет уже не работает. К северу от станции железнодорожные пути пересекает по путепроводу Малое Московское кольцо.
Название Радищево было дано по маленькой деревне, расположенной к западу от платформы (образована в 1936 году). В 2005 году это название получил также расположенный к северо-востоку более крупный посёлок, ранее называвшийся посёлком 6-й мебельной фабрики.
Останавливается около половины проходящих пригородных поездов.